# Walter Trösch
Walter Trösch (* 21. November 1875 in Herzogenbuchsee; † 19. Juni 1959 in Olten) war ein Schweizer Druckereiunternehmer, Verleger und Politiker (Sozialdemokratische Partei). Von 1908 bis 1921 gehörte Trösch dem Kantonsrat des Kantons Solothurn an, als dessen Präsident er 1921 wenige Monate amtierte.

## Leben
Nach einer Lehre als Schriftsetzer bei der Buchdruckerei Fischer in Münsingen BE zog es Walter Trösch Ende 1897 nach Paris. Nach anfänglichen Schwierigkeiten bei der Stellensuche trug, so Trösch in seiner autobiographischen Schrift «Im Kampf um ein Lebensziel», die von Émile Zolas aufsehenerregendem J’accuse ausgelöste Publikationstätigkeit dazu bei, dass er eine Stelle in der grossen Druckerei Imprimerie du Siècle fand. 1898 reiste er weiter nach London, wo er jedoch keine Anstellung als Schriftsetzer finden konnte. Er arbeitete daher für ein Jahr als Portier in einem Hotel in Cowes auf der Isle of Wight. Dort erreichte ihn ein Brief seines Lehrmeisters aus Münsingen, der eine Linotype-Setzmaschine angeschafft hatte und sich anerbot, für Trösch die Kosten eines Linotype-Kurses in Berlin zu übernehmen. Trösch nahm dieses Angebot an und arbeitete in der Folge in Münsingen an der neuen Linotype. Dort verzeichnete er auch seinen ersten gewerkschaftlichen Erfolg, indem er eine von der Gewerkschaft Typographia geforderte Lohnerhöhung durchsetzen konnte.
Nach zwei Jahren zog es Walter Trösch wieder ins Ausland: Nun wollte er auch die Vereinigten Staaten kennenlernen. Nachdem er seine Englischkenntnisse mit einem Kurs in London verbessert hatte, reiste er an Bord des Transatlantikdampfers St. Louis in die USA. In Newark fand er eine Stelle als Linotype-Setzer bei der New Jersey Freie Zeitung. Diese war damals die bekannteste und einflussreichste deutschsprachige Zeitung in New Jersey. Trösch verbrachte dort die nächsten zwei Jahre.
Nach seiner Rückkehr in die Schweiz 1904 wandte sich Walter Trösch dem Projekt einer sozialdemokratischen Zeitung in Olten zu. Er gründete zu diesem Zweck auf eigenes Risiko eine Druckerei, wobei ihm seine Erfahrung mit der Linotype «einen wichtigen Vorsprung» verschaffte. Mit Hilfe der Setzmaschine, die bis dahin weder in Olten noch in den nahen Kantonshauptstädten Solothurn und Aarau eingesetzt wurde, konnte er «mit wenig Personal eine Zeitung großen Formates herausbringen». Bei der Anschaffung der teuren Linotype unterstützten ihn Freunde seiner Familie. Ab dem 12. April 1905 erschien die Neue Freie Zeitung zunächst zweimal wöchentlich. Schon bald konnte die erfolgreiche Zeitung dreimal pro Woche und schliesslich täglich erscheinen. Die gewerkschaftliche Forderung nach einem tariflichen Minimallohn wurde von Trösch sofort anerkannt, so dass sich die anderen Druckereien in Olten gezwungen sahen, sich anzuschliessen. 1911 wurde Jacques Schmid als Redaktor eingestellt. Ebenfalls 1911 wurde ein Verbund der Neuen Freien Zeitung mit den Zeitungen Der freie Aargauer und Der Demokrat ins Leben gerufen, wobei der überregionale Teil der drei Zeitungen identisch war und von der Neuen Freien Zeitung stammte. 1920 wurde in Olten die genossenschaftliche Genossenschafts-Druckerei  gegründet. Trösch gab den Druckauftrag ab; die Neue Freie Zeitung wurde fortan in der Genossenschaftsdruckerei hergestellt und erhielt den neuen Namen Das Volk. Unter diesem Titel erschien sie bis 1970. Trösch bemühte sich in der Folge um Druckaufträge für diverse Zeitschriften, so druckte er von 1925 bis 1926 das reformierte Familienblatt "Geist und Arbeit" und 1927 für einige Monate die aufwendig illustrierte Zeitschrift "La Patrie Suisse".
Walter Trösch war in Olten auch als Buchverleger tätig. Er veröffentlichte literarische Werke, pazifistische und sozialistische Texte. So erschienen bei Trösch mehrere Werke von Edward Stilgebauer, darunter Das Schiff des Todes und Briefe eines Einarmigen, wie auch Schriften von Hermann Greulich und Leonhard Ragaz. Gewaltsamen Revolutionen, insbesondere den Vorgängen in Sowjetrussland und danach in der Sowjetunion, stand Trösch dabei ablehnend gegenüber. In einer bei Trösch gedruckten Broschüre setzte sich Auguste Forel gegen die deutsche Besetzung von Kurland ein. 

## Parlament
Im solothurnischen Kantonsrat vertrat Walter Trösch soziale Anliegen. So reichte er 1915 zusammen mit Josef Müller eine Motion ein, in der zunächst die Streichung einer Bestimmung in der Verfassung des Kantons Solothurn von 1887 gefordert wurde, mit der „die im öffentlichen Almosen Stehenden“ vom Stimm- und Wahlrecht ausgeschlossen wurden. Die Motion wurde vom Kantonsrat in einer modifizierten Fassung (Revision statt Streichung des Passus) für erheblich erklärt, es sollte jedoch noch bis zur partiellen Verfassungsrevision von 1931 dauern, bis durch Volksabstimmung eine Änderung angenommen wurde, nach der nur noch Personen das Stimmrecht verloren, die „zufolge erheblichen Selbstverschuldens (Liederlichkeit, Misswirtschaft, Verschwendung, Familienvernachlässigung, Nichterfüllung der Unterstützungspflicht usw.) dauernd aus öffentlichen Mitteln unterstützt werden“. 1917 war Walter Trösch Erstunterzeichner einer Motion „über die sofortige Anhandnahme der Einführung der Alters- und Invalidenversicherung im Gebiete des Kantons Solothurn“. Die gesamtschweizerische Alters- und Hinterlassenenversicherung existierte damals noch nicht. 1919 publizierte Trösch eine Broschüre, in der er die Einführung einer Alters- und Invalidenversicherung nach dem Modell des Kantons Glarus für Solothurn propagierte. Auch bei einer Motion von 1919 mit der Aufforderung an den Regierungsrat, „die nötigen Schritte zu tun, um für sämtliche Arbeiter und Angestellte der kantonalen Betriebe sofort die achtstündige Arbeitszeit ohne Verdiensteinbuße einzuführen“, war Walter Trösch Erstunterzeichner.

## Werke
- Im Kampf um ein Lebensziel. Aus meinen Lehr- und Wanderjahren und was nachher kam. Olten [1955]. Onlinefassung auf der Website von Erich Trösch.
- Die Alters- und Invaliden-Versicherung in der Schweiz und nach Glarner System im Kanton Solothurn. Trösch, Olten [1919].
- Der Weltkrieg und die Schweiz. Illustrierte Chronik, Betrachtungen, Dokumente und Stimmungsbilder. Gesammelt von Ernst und Walter Trösch und Mitarbeitern. Trösch, Olten 1914–1915.